# Plaza de Armas de Angol
La plaza de Armas, la plaza Mayor, su nombre oficial Plaza Siete Fundaciones, es una plaza de la ciudad de Angol, en la provincia de Malleco, de la Región de la Araucanía (Chile). 

## Historia
Los primeros trabajos para crear esta plaza se realizaron con posterioridad al 15 de julio de 1869 fecha en se crea el departamento de Angol, independizándose del departamento de Nacimiento.
En sus inicios, la plaza no pasaba de ser un potrero en donde se estacionaban los caballos y carretas de viajeros y soldados. 
En 1871 cuando Angol es declarada ciudad comienzan los arreglos por orden del Alcalde Manuel Bunster: en la oportunidad se instalan los primeros y rudimentarios escaños, cierran la plaza por una reja de madera labrada de color blanco, y en su centro hacen construir un recipiente de piedras ladrillos y cal, cubierto de planchas de fierro para reunir el agua que hasta allí se hacía llegar desde varias vertientes del estero Pochochingue, además se construye un tabladillo de madera donde los militares tocaban retretas todas las tardes.
En 1873 se plantan árboles extranjeros y se colocan escaños con pie de fierro encargados a la maestranza de Limache.
El 15 de febrero de 1886 la plaza pasa a llamarse "Benjamin Vicuña Mackenna", en honor al historiador y ex-intendente se Santiago que falleció por esa época.
En 1896, Manuel Bunster, realizó una remodelación en la que la plaza fue embellecida por una fuente central, una pila del marmolista y escultor italiano Luis Barchi compuesta de tres fuentes superpuestas y tres sirenas en su parte inferior, se agregan faroles a parafina, y la construcción de un quiosco de fierro forjado con iluminación de ese mismo tipo.
Su actual diseño corresponde al proyecto paisajista encargado en 1912 al criadero de árboles El Vergel, quién la circunda con una doble hilera de Tilos (Tilo común, y Tilo Plateado), en su interior un hilera de Olmos Péndula, y varios árboles extranjeros en cada esquina: una Haya, un Magnolio, un Ciprés de Lawson, un Cedro del Líbano, un Ciprés, una Magnolia Japonesa, una Araucaria brasileña, un Abeto español y un Maitén. Además sus pasillos son cercados con setos.
En una remodelación, en 1942 se inaugura el actual y moderno quiosco, con dos escaleras a sus costados para acceder al segundo piso, donde se solían efectuar las retretas del regimiento.
En su centro, despejado, hay en la actualidad un hermoso espejo de agua (1944) de forma rectangular con cuatro esculturas de mármol ubicadas en cada esquina que representan los continentes de Asia, África, Europa y América. Estas esculturas son obra del escultor chileno Virginio Arias quién originalmente las esculpió para Don Amadeo Martínez, quién se las encargó para adornar los jardines de su residencia particular en 1892. Con posterioridad su descendencia las vendió para ser colocadas en la ubicación que hoy tienen en la plaza de Angol.
Este espejo de agua con sus esculturas fue declarado Monumento Nacional el 4 de agosto de 1986, según decreto Nº777 del Ministerio de Educación.
En enero de 2006 se entrega la remodelación de la actual plaza denominada desde entonces como "Plaza de las Siete Fundaciones". En esta remodelación se mejoró completamente el pavimento, se aumentó el nivel del piso protegiendo las raíces de los tilos; se arreglaron las áreas verdes, se construyeron jardineras, se mejoró el sistema de agua potable, se remodeló el quiosco central, y se instaló en su primer piso la oficina de turismo y los servicios higiénicos públicos. Por último se mejoró el sistema de iluminación con nuevos y más altos faroles y se dotó de luces y chorros al espejo de agua y a las estatuas, las que fueron íntegramente restauradas. Por esta época se introducen además las palomas que hoy hermosean durante el día los paseos de sus visitantes. 
Actualmente nuestra plaza es centro de reunión de gentes de todas las edades, siendo especialmente, ocupadas en las tardes por grupos de jóvenes que practican rutinas de porristas, muy de moda por estos días.
La ciudad cuenta con hermosos jardines siempre verdes y de coloridas y variadas flores de estación, por lo que es conocida como Angol de Los Confines, Ciudad de Los Jardines.
En el entorno de la plaza se destaca la Iglesia Inmaculada Concepción.